# بنجامین ای. اسمیت دوم
بنجامین ای. اسمیت دوم (به انگلیسی: Benjamin Atwood Smith II) سناتور سابق عضو حزب دموکرات ایالات متحده آمریکا بود. وی در سال ۱۹۶۰ تا ۱۹۶۲ میلادی سناتور ایالت ماساچوست در سنای ایالات متحده آمریکا بود.